# Moonjam's Greatest
Songs For Saxophone - Supreme Collection er et opsamlingsalbum fra det dansk pop-rockorkester Moonjam. Det blev udgivet i 1996 og indeholder nogle af gruppens største hits som "Sarai", "Bag De Blå Bjerge" og "Gennem Ild Og Vand".

## Spor
1. "Sarai" - 3:40
2. "	Bag De Blå Bjerge" - 3:34
3. "Gennem Ild Og Vand" - 3:48
4. "Salsa Olympia" - 3:54
5. "Ticket To Peace" - 4:23
6. "Shaida" - 4:30
7. "Flamberede Hjerter" - 2:46
8. "Belisa" - 3:25
9. "Baby, Du Har Det" - 4:00
10. "Ice Cream" - 4:46
11. "Hør Suset" - 3:54
12. "The Way It Is" - 4:29
13. "Vi Lever" - 3:59
14. "Nu Er Det Nat" - 4:21
15. "What Can I Do Now" - 4:21